# Alex Rogério Garcia de Oliveira
Alex Rogério Garcia de Oliveira, conegut com a Alex Garcia (nascut el 9 d'abril de 1979) és un jugador de futbol brasiler retirat.

## Carrera de club
Va debutar professionalment a la Segona Lliga de Portugal amb l'Acadèmica de Coimbra l'1 d'octubre de 2000 en un partit contra el Freamunde.
Va debutar a la Primeira Liga amb l'Estrela da Amadora el 24 d'agost de 2003, quan va jugar tot el partit en un empat 1-1 contra el Porto.